# Hemicloeina humptydoo
Hemicloeina humptydoo is een spinnensoort uit de familie Trochanteriidae. De soort komt voor in Noordelijk Territorium.